# Luzonoparmena habei
Luzonoparmena habei is een keversoort uit de familie van de boktorren (Cerambycidae). De wetenschappelijke naam van de soort werd voor het eerst geldig gepubliceerd in 1979 door M. Satô & N. Ohbayashi.